# جان ليون جيروم
جان ليون جيروم (Jean-Léon Gérôme) رسام ونحات فرنسي مشهور، ويعد أحد أبرز المستشرقين الذين قدموا إلى الشرق العربي والإسلامي خلال القرن التاسع عشر، ومجموعة رسوماته تتضمن رسومات تاريخية والأساطير الأغريقية والشرق.

## حياته
ولد جان ليون جيروم في فيسول في 11 مايو عام 1824 م، رحل في السادسة عشر من عمره إلى باريس عام 1840 م حيث تتلمذ على يد الفنان بول ديلاروتشي، قام برحلة إلى إيطاليا[1844-1845م] زار فيها روما وفلورنسا والفاتيكان وبومبي وقد قام بتصوير الكثير من الثقافة والتاريخ الإيطالي، وكانت زيارته قصيرة لأنه أصيب بحمى اضطر معها إلى العودة لباريس.

## حياته الفنية
في باريس تعلم جان ليون جيروم في أتيليه الرسام الكلاسيكى تشارلز جلير لبعض الوقت، حاول الدخول في صالون برى دى روم Prix de Rome ولكنه فشل ولم تلق رسوماته اهتمام، عمل جيروم بعدها على تحسين مهاراته وقام برسم لوحة صراع الديوك وتقد بها وحصل على ميدالية الدرجة الثالثة، وحصلت بعض لوحاته على ميدالية الدرجة الثانية بفرنسا في عام 1848 م. قام برحلة في العام 1854 م إلى تركيا ومنها إلى مصر وكانت أول زيارة له لمصر، وقد كتب جيروم يومياته لرحلاته وطبعت فيما بعد في كتاب، وقد شاركه في هذه الرحلة مصوريين وصحفيين أصدقائه.
كان جيروم يقوم بتصوير المشاهد التي كان يراها ثم يقوم فيما بعد في مرسمه على رسمها في لوحات كما كان يقوم أيضا برسم مسودات تخطيطية للآثار التي كان يمر عليها، وقد التقى جان ليوم جيروم بالخديوى إسماعيل، وعندما عاد إلى باريس أرسل له ألبوما يتضمن صورا فوتوغرافية لكل أعماله، وقد دعى جيروم مع عدد من الفنانين الفرنسيين إلى افتتاح قناة السويس عام 1869 م.
قام في العام 1868 م برحلة طويلة إلى مصر وآسيا الصغرى، وقد زار في القاهرة الجوامع الأثرية وصور الكثير للعمارة الإسلامية، وتعتبر لوحة بونابرت يطل على أبو الهول أشهر لوحاته. في العام 1865م أنتخب جيروم عضوا في المعهد الفرنسي، وفي عام 1869 م أنتخب عضوا شرفيا في الأكاديمية الملكية البريطانية.

## وفاته
توفى جان ليون جيروم في 10 يناير 1904 م بمرسمه بباريس، وقد تزوج جان ليوم جيوم من مارى جوبيل وأنجب ولد وأربعة بنات.

## روابط خارجية
- جان ليون جيروم على موقع الموسوعة البريطانية (الإنجليزية)
- جان ليون جيروم على موقع إن إن دي بي (الإنجليزية)
- جان ليون جيروم على موقع ديسكوغز (الإنجليزية)